# Robert Rock (journalist)
Robert Rock, född  30 juli 1918 i Göteborg, död 24 september 1995 i Stockholm, var en svensk näringslivsjournalist.
Efter studentexamen i Göteborg år 1937 och studier vid Göteborgs handelsinstitut arbetade han mellan 1944 och 1950 på Smålands Allehanda. År 1950 kom han till Svenska Dagbladet där han stannade till sin pensionering 1983 med ett avbrott under åren 1975–1977, då han var informationsdirektör i Beijerinvest. Mellan 1972 och 1975 var han chef för Svenska Dagbladets näringslivsredaktion. När han år 1977 återkom till tidningen var det till ledarredaktionen.
Han var även en av grundarna av tidskriften Menorah 1971 och medarbetade i tidskriften fram till sin bortgång.
Han publicerade flera böcker, bland andra två böcker som bygger på artikelserien "Blick på företag"; Framgångsrika svenska företag som utkom 1963, och Företag i förvandling som utkom 1967..